# Semifinales del Torneo Apertura 2014 (Colombia)
En las semifinales del Torneo Apertura 2014 participaron los mejores cuatro equipos del campeonato. Estos fueron distribuidos en dos parejas de acuerdo a las llaves resultantes que se formaron tras los duelos de los cuartos de final del torneo finalización. Cada pareja de equipos se enfrentó en una serie de dos partidos, a ida y vuelta. En caso de empate en el total de goles se realizaría una tanda de penales, sin prórroga previa.

## Llaves

### Atlético Nacional - Santa Fe
| 7 de mayo de 2014, 18:30 | Santa Fe  | 1:0 (1:0) | Atlético Nacional | Estadio Nemesio Camacho El Campín, Bogotá |                          |
|                          | Pérez 10' | Reporte   |                   | Árbitro(s): Luis Sánchez                  | Árbitro(s): Luis Sánchez |

| 11 de mayo de 2014, 19:15 | Atlético Nacional        | 2:0 (1:0) | Santa Fe | Estadio Atanasio Girardot, Medellín                      |                                                          |
|                           | Valencia 25' · Duque 60' | Reporte   |          | Asistencia: 23.000 espectadores Árbitro(s): Ímer Machado | Asistencia: 23.000 espectadores Árbitro(s): Ímer Machado |

Ida
| 12         | Guardameta     | Camilo Vargas       |        |
| 2          | Defensa        | Julián de la Cuesta |        |
| 21         | Defensa        | Francisco Meza      |        |
| 4          | Defensa        | Sergio Otálvaro     |        |
| 22         | Defensa        | Dairon Mosquera     | 90+10' |
| 16         | Centrocampista | Daniel Torres       |        |
| 8          | Centrocampista | Édison Méndez       | 76'    |
| 7          | Centrocampista | Luis Carlos Arias   | 62'    |
| 10         | Centrocampista | Omar Pérez          |        |
| 19         | Centrocampista | Jonathan Copete     |        |
| 11         | Delantero      | Wilder Medina       |        |
| Entrenador | Entrenador     | Gustavo Costas      |        |

| 35         | Guardameta     | Luis Enrique Martínez |     |
| 12         | Defensa        | Alexis Henríquez      |     |
| 3          | Defensa        | Óscar Murillo         | 46' |
| 5          | Defensa        | Francisco Nájera      |     |
| 30         | Defensa        | Miller Mosquera       |     |
| 8          | Centrocampista | Diego Arias           |     |
| 24         | Centrocampista | Sebastián Pérez       | 75' |
| 21         | Centrocampista | Jhon Edwar Valoy      |     |
| 27         | Delantero      | Santiago Tréllez      |     |
| 16         | Delantero      | Luis Páez             | 46' |
| 11         | Delantero      | Fernando Uribe        |     |
| Entrenador | Entrenador     | Juan Carlos Osorio    |     |

| 20 | Centrocampista | Luis Manuel Seijas | 62'    |
| 26 | Defensa        | Yerry Mina         | 76'    |
| 18 | Centrocampista | Frank Pacheco      | 90+10' |

| 19 | Defensa   | Farid Díaz     | 46' |
| 18 | Delantero | Wilder Guisao  | 46' |
| 29 | Defensa   | César Quintero | 75' |

| Anotado | 11' | Omar Pérez | 1 - 0 |

| Amonestado | 74' | Édison Méndez |

| Amonestado | 12' | Sebastián Pérez  |
| Amonestado | 40' | Alexis Henríquez |
| Amonestado | 77' | Diego Arias      |

| Árbitro | Luis Sánchez |

| 12         | Guardameta     | Camilo Vargas       |        |
| 2          | Defensa        | Julián de la Cuesta |        |
| 21         | Defensa        | Francisco Meza      |        |
| 4          | Defensa        | Sergio Otálvaro     |        |
| 22         | Defensa        | Dairon Mosquera     | 90+10' |
| 16         | Centrocampista | Daniel Torres       |        |
| 8          | Centrocampista | Édison Méndez       | 76'    |
| 7          | Centrocampista | Luis Carlos Arias   | 62'    |
| 10         | Centrocampista | Omar Pérez          |        |
| 19         | Centrocampista | Jonathan Copete     |        |
| 11         | Delantero      | Wilder Medina       |        |
| Entrenador | Entrenador     | Gustavo Costas      |        |

| 35         | Guardameta     | Luis Enrique Martínez |     |
| 12         | Defensa        | Alexis Henríquez      |     |
| 3          | Defensa        | Óscar Murillo         | 46' |
| 5          | Defensa        | Francisco Nájera      |     |
| 30         | Defensa        | Miller Mosquera       |     |
| 8          | Centrocampista | Diego Arias           |     |
| 24         | Centrocampista | Sebastián Pérez       | 75' |
| 21         | Centrocampista | Jhon Edwar Valoy      |     |
| 27         | Delantero      | Santiago Tréllez      |     |
| 16         | Delantero      | Luis Páez             | 46' |
| 11         | Delantero      | Fernando Uribe        |     |
| Entrenador | Entrenador     | Juan Carlos Osorio    |     |

| 20 | Centrocampista | Luis Manuel Seijas | 62'    |
| 26 | Defensa        | Yerry Mina         | 76'    |
| 18 | Centrocampista | Frank Pacheco      | 90+10' |

| 19 | Defensa   | Farid Díaz     | 46' |
| 18 | Delantero | Wilder Guisao  | 46' |
| 29 | Defensa   | César Quintero | 75' |

| Anotado | 11' | Omar Pérez | 1 - 0 |

| Amonestado | 74' | Édison Méndez |

| Amonestado | 12' | Sebastián Pérez  |
| Amonestado | 40' | Alexis Henríquez |
| Amonestado | 77' | Diego Arias      |

| Árbitro | Luis Sánchez |

Vuelta
| 34         | Guardameta     | Franco Armani       |     |
| 5          | Defensa        | Francisco Nájera    |     |
| 3          | Defensa        | Óscar Murillo       |     |
| 22         | Defensa        | Daniel Bocanegra    |     |
| 19         | Defensa        | Farid Díaz          | 22' |
| 13         | Centrocampista | Alexander Mejía     |     |
| 20         | Centrocampista | Alejandro Bernal    |     |
| 7          | Centrocampista | Sherman Cárdenas    | 69' |
| 10         | Centrocampista | Edwin Cardona       |     |
| 6          | Centrocampista | Juan David Valencia |     |
| 17         | Delantero      | Jefferson Duque     | 80' |
| Entrenador | Entrenador     | Juan Carlos Osorio  |     |

| 12         | Guardameta     | Camilo Vargas       |     |
| 2          | Defensa        | Julián de la Cuesta |     |
| 21         | Defensa        | Francisco Meza      |     |
| 4          | Defensa        | Sergio Otálvaro     |     |
| 22         | Defensa        | Dairon Mosquera     |     |
| 18         | Centrocampista | Frank Pacheco       | 70' |
| 16         | Centrocampista | Daniel Torres       |     |
| 10         | Centrocampista | Omar Pérez          |     |
| 7          | Centrocampista | Luis Carlos Arias   | 62' |
| 19         | Centrocampista | Jonathan Copete     | 79' |
| 11         | Delantero      | Wilder Medina       |     |
| Entrenador | Entrenador     | Gustavo Costas      |     |

| 22 | Centrocampista | Jhon Edwar Valoy | 22' |
| 14 | Centrocampista | Jairo Palomino   | 69' |
| 18 | Delantero      | Wilder Guisao    | 80' |

| 23 | Delantero | Jefferson Cuero | 62' |
| 26 | Defensa   | Yerry Mina      | 70' |
| 9  | Delantero | Sergio Herrera  | 79' |

| Anotado | 25' | Juan David Valencia | 1 - 0 |
| Anotado | 61' | Jefferson Duque     | 2 - 0 |

| Amonestado | 41' | Daniel Bocanegra |
| Amonestado | 65' | Alexander Mejía  |

| Amonestado | 54' | Frank Pacheco   |
| Amonestado | 58' | Dairon Mosquera |
| Expulsado  | 86' | Jefferson Cuero |

| Árbitro | Ímer Machado |

| 34         | Guardameta     | Franco Armani       |     |
| 5          | Defensa        | Francisco Nájera    |     |
| 3          | Defensa        | Óscar Murillo       |     |
| 22         | Defensa        | Daniel Bocanegra    |     |
| 19         | Defensa        | Farid Díaz          | 22' |
| 13         | Centrocampista | Alexander Mejía     |     |
| 20         | Centrocampista | Alejandro Bernal    |     |
| 7          | Centrocampista | Sherman Cárdenas    | 69' |
| 10         | Centrocampista | Edwin Cardona       |     |
| 6          | Centrocampista | Juan David Valencia |     |
| 17         | Delantero      | Jefferson Duque     | 80' |
| Entrenador | Entrenador     | Juan Carlos Osorio  |     |

| 12         | Guardameta     | Camilo Vargas       |     |
| 2          | Defensa        | Julián de la Cuesta |     |
| 21         | Defensa        | Francisco Meza      |     |
| 4          | Defensa        | Sergio Otálvaro     |     |
| 22         | Defensa        | Dairon Mosquera     |     |
| 18         | Centrocampista | Frank Pacheco       | 70' |
| 16         | Centrocampista | Daniel Torres       |     |
| 10         | Centrocampista | Omar Pérez          |     |
| 7          | Centrocampista | Luis Carlos Arias   | 62' |
| 19         | Centrocampista | Jonathan Copete     | 79' |
| 11         | Delantero      | Wilder Medina       |     |
| Entrenador | Entrenador     | Gustavo Costas      |     |

| 22 | Centrocampista | Jhon Edwar Valoy | 22' |
| 14 | Centrocampista | Jairo Palomino   | 69' |
| 18 | Delantero      | Wilder Guisao    | 80' |

| 23 | Delantero | Jefferson Cuero | 62' |
| 26 | Defensa   | Yerry Mina      | 70' |
| 9  | Delantero | Sergio Herrera  | 79' |

| Anotado | 25' | Juan David Valencia | 1 - 0 |
| Anotado | 61' | Jefferson Duque     | 2 - 0 |

| Amonestado | 41' | Daniel Bocanegra |
| Amonestado | 65' | Alexander Mejía  |

| Amonestado | 54' | Frank Pacheco   |
| Amonestado | 58' | Dairon Mosquera |
| Expulsado  | 86' | Jefferson Cuero |

| Árbitro | Ímer Machado |

### Millonarios - Junior
| 7 de mayo de 2014, 20:30 | Junior | 0:0     | Millonarios | Estadio Metropolitano Roberto Meléndez, Barranquilla |                           |
|                          |        | Reporte |             | Árbitro(s): Ramiro Suárez                            | Árbitro(s): Ramiro Suárez |

| 11 de mayo de 2014, 17:00 | Millonarios                                                    | 0:0 (4:5 p.)               | Junior                                                              | Estadio Nemesio Camacho El Campín, Bogotá |                              |
|                           |                                                                | Reporte                    |                                                                     | Árbitro(s): Wilson Lamouroux              | Árbitro(s): Wilson Lamouroux |
|                           |                                                                | Tiros desde el punto penal |                                                                     |                                           |                              |
|                           | M'bami · Ortiz · Moreno · Robayo · Delgado · Vargas · Otálvaro |                            | J. Gómez · Quiñónes · Bolatti · Correa · Toloza · Viera · Hernández |                                           |                              |

- Datos: Q30912318